# 约束编程
约束编程（Constraint programming）是一种編程典範，在这种编程范式中，变量之间的“关系”是以约束的形式陈述（组织）的。这些“关系（约束）”和命令式编程语言元素不同的是：它们并非明确说明了要去执行的步骤中的某一步，而是規範其解的一些属性。这样看来，约束编程是一种声明式编程。